# Bodi

Bodi (eller Sefwi Bodi) är en ort i sydvästra Ghana. Den är huvudort för distriktet Bodi och hade 7 103 invånare vid folkräkningen 2010.